# Tenmile (Oregon, Douglas megye)
Tenmile (korábban Ten Mile) az Amerikai Egyesült Államok északnyugati részén, Oregon állam Douglas megyéjében, az Oregon Route 42 mentén elhelyezkedő önkormányzat nélküli település.
Mai nevét 1918-ban vette fel. Egykor egy telepes nyáját a Happy-völgyből a Tenmile-völgybe terelte; a távolság tíz mérföld (ten mile, tizenhat kilométer) volt.

## Fordítás
- Ez a szócikk részben vagy egészben  a   Tenmile, Douglas County, Oregon című angol Wikipédia-szócikk ezen változatának fordításán alapul.  Az eredeti cikk szerkesztőit annak laptörténete sorolja fel. Ez a jelzés csupán a megfogalmazás eredetét és a szerzői jogokat jelzi, nem szolgál a cikkben szereplő információk forrásmegjelöléseként.